# Situla

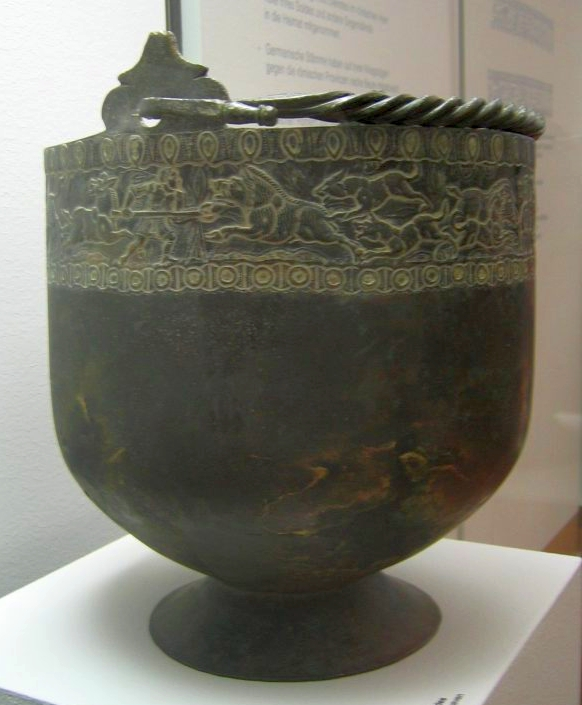
Situla in bronzo romana, Germania, II-III secolo

La situla (dal latino situla, cioè "secchia") è un vaso potorio metallico, più raramente in terracotta, utilizzato da molte antiche civiltà mediterranee, soprattutto in ambito cerimoniale. Ha forma cilindrica o di tronco di cono rovesciato, con la parte stretta in basso, spalla arrotondata oppure a spigolo, fondo piatto o arrotondato. Poteva essere con o senza manico.

## Storia

Coppa, colino e situla. Dalla tomba Kha e Merit (TT8), tra il 1425 e il 1353 a.C. Nuovo Regno dell'Egitto. Museo Egizio, Torino.

Le situle erano diffuse nell'Età del ferro e fanno parte della produzione artistica di popolazioni come Veneti, Etruschi, Celti, Umbri e Germani. Le raffigurazioni di alcuni vasi etruschi ne chiariscono l'utilizzo come secchio per attingere acqua dai pozzi, contenitore di acqua o sangue in ambito religioso oppure vaso per libagioni contenente, oltre all'acqua, vino o latte. In genere erano ornate con stili geometrici e più raramente con scene di vita quotidiana. Tra le situle più importanti si ricordano la situla di Vanče (V secolo a.C.), conservata al Museo nazionale della Slovenia a Lubiana, e la situla Benvenuti, custodita nel Museo nazionale atestino ad Este (Padova).